# Kalne, Skole
Kalne (în ucraineană Кальне) este un sat în comuna Hitar din raionul Skole, regiunea Liov, Ucraina.

## Demografie
Componența lingvistică a localității Kalne
     Ucraineană (99,59%)
     Alte limbi (0,41%)
Conform recensământului din 2001, majoritatea populației localității Kalne era vorbitoare de ucraineană (99,59%), existând în minoritate și vorbitori de alte limbi.